# Призовка за Сара
Призовка за Сара (на английски: Serving Sara) е немско-американски филм от 2002 г. с участието на Матю Пери и Елизабет Хърли. Времетраенето на филма е 99 минути.
Във филма се разказва за една необичайна двойка – мъж и жена, Гордън и Сара Мур. Сара е типична англичанка, докато Гордън е типичен тексасец. Благодарение на съвместните им усилия тяхното ранчо процъфтява и носи добри доходи. Но в живота на Гордън се появява нова жена и той подготвя изненада за жена си – бракоразводни документи.

## Дублаж

### Диема Вижън (2005)
| Преводач           | Захари Генчев                                                                        |
| Тонрежисьор        | Тони Тодоров                                                                         |
| Озвучаващи артисти | Христина Ибришимова Даниела Йорданова Николай Николов Силви Стоицов Здравко Методиев |